# Vitali Manski
Pour les articles homonymes, voir Manski.
Vitali Vsevolodovitch Manski (russe : Виталий Всеволодович Манский), né le 2 décembre 1963 à Lviv, est un documentariste, réalisateur et producteur russe. Il est président du festival du film documentaire Artdocfest qui a lieu chaque année à Moscou. 

## Biographie
Né en Ukraine, il poursuit des études secondaires à la 52e école de Lviv. Par la suite, il part étudier à Moscou et s'inscrit à la faculté de la photographie cinématographique de l'institut national de la cinématographie. Il étudie sous la direction de Sergueï Medynski (ru) et obtient son diplôme en 1990. 
Il est l'auteur de l'émission télévisée Chroniques familiales diffusée sur Perviy Kanal, VGTRK et Pétersbourg TV-5 en 1995-1997. Il lance également les projets Realnoye kino et Kinopodyom diffusés sur Perviy Kanal en 1996, puis à partir de 1999 sur Rossiya 1. Il est le producteur général de la chaîne REN en 1996-1998.    
Il réalise le documentaire Anatomie de t.A.T.u. sorti en 2004, qui suit la vie du groupe t.A.T.u. durant leur tournée de promotion aux États-Unis.
En 2014, il est lauréat du prix Nika du meilleur documentaire pour le film Gazoduc (« Труба »), l'histoire d'un voyage le long du gazoduc transportant le gaz de Sibérie depuis Novy Ourengoï jusqu'à Cologne. Il remporte à nouveau ce prix en 2017 pour son documentaire Sous les rayons du soleil à propos d'une écolière nord-coréenne. Ce film pose en filigrane un regard critique à l'égard du régime de ce pays. Après l'annexion de la Crimée en 2014, il déménage à Riga en Lettonie.
En 2019, pour son documentaire Poutine, l'irrésistible ascension, Vitali Manski reçoit le grand prix Documentaire international FIPADOC. 
Le documentaire est reconnu dans le monde mais en Russie, il subit les conséquences du rétrécissement graduel de la liberté d’expression en déclarant « Mon film Poutine, l'irrésistible ascension n’a jamais été vu dans tout le territoire de la Russie, alors que j’ai même pu montrer ce film en Iran ». De même, certaines thématiques sont censurées selon les consignes de l’État, dont l’Ukraine, la communauté LGBT, la Tchétchénie ou l’opposition politique. 
En 2022, une enquête pour diffamation est ouverte à son encontre du fait qu'il a déclaré dans une interview qu'« au moins 85 % du budget est volé » au Festival international du film de Moscou, devenant une personne recherchée par le ministère de l'Intérieur.

## Filmographie

### Réalisateur

#### Cinéma
- 1988 : Boomerang (Бумеранг) [documentaire, 30 min]
- 1990 : Le Bonheur juif (ru) (Еврейское счастье) [fiction, 50 min]
- 1990 : Poste (Пост) [documentaire, 20 min]
- 1990 : Etudes sur l'amour (Этюды о любви) [documentaire, 86 min]
- 1992 : Le Corps de Lénine (Тело Ленина) [documentaire, 39 min]
- 1993 : Aspects d'une guerre ordinaire (Срезки очерелной войны) [documentaire, 20 min]
- 1996 : Félicité (ru) (Благодать) [documentaire, 50 min]
- 1999 : Chroniques privées : Monologue (ru) (Частные хроники. Монолог) [documentaire, 86 min]
- 2000 : Gorbatchev, après l'empire (Горбачёв. После империи) [documentaire, 104 min]
- 2001 : Eltsine, une autre vie (Ельцин. Другая жизнь) [documentaire, 104 min]
- 2001 : Poutine, année bissextile (Путин. Высокосный год) [documentaire, 52 min]
- 2002 : Broadway, mer Noire (Бродвей. Черное море) [documentaire, 86 min]
- 2003 : Anatomie du groupe TATU (ru) (Анатомия ТАТУ) [documentaire, 60 min]
- 2005 : Notre patrie (Наша родина) [documentaire, 100 min]
- 2008 : Dalai Lama : L'Aube / Le Couchant (Далай Лама Рассвет / Закат) [documentaire, 72 min]
- 2008 : Virginité (Девственность) [documentaire, 70 min]
- 2009 : La Colline de Nicolas (Николина Гора. Послесловие) [documentaire, 93 min]
- 2011 : Iconoscope (Иконоскоп) [documentaire, 104 min]
- 2011 : Patria o muerte (Родина или смерть) [documentaire, 99 min]
- 2013 : Le Gazoduc (Труба) [documentaire, 117 min]
- 2014 : Le Livre (Книга) [documentaire, 86 min]
- 2015 : Sous les rayons du soleil (ru) (В лучах солнца) [documentaire, 106 min]
- 2016 : Les Proches (ru) (Родные) [documentaire, 113 min]
- 2018 : Poutine : l'irrésistible ascension (ru) (Свидетели Путина) [documentaire, 102 min]
- 2020 : À propos d'amour et de liberté (О любви и о свободе) [documentaire, série TV, 386 min]
- 2020 : Gorbatchev. En aparté (Горбачев. Рай) [documentaire, 100 min]
- 2023 : Eastern Front (Восточный фронт) [documentaire, 98 min]

#### Court-métrage
- 2014 : The Eternal Light (Вечный огонь, Vechny ogon)

#### Télévision

##### Téléfilms
- 2003 : Anatomie du groupe TATU (ru) (Анатомия ТАТУ) [documentaire, 60 min]

### Directeur de la photographie

#### Cinéma
- 1999 : Chroniques privées : Monologue (ru) (Частные хроники. Монолог) [documentaire, 86 min]
- 2003 : Anatomie du groupe TATU (ru) (Анатомия ТАТУ) [documentaire, 60 min]
- 2011 : Patria o muerte (Родина или смерть) [documentaire, 99 min]
- 2017 : In Praise of Nothing

### Producteur

#### Cinéma
- 2007 : Zhar nezhnykh. Dikiy, dikiy plyazh
- 2010 : Den shakhtyora
- 2013 : Le Gazoduc (Труба) [documentaire, 117 min]

### Scénariste

#### Cinéma
- 2008 : Virginité (Девственность) [documentaire, 70 min]
- 2008 : Dalai Lama : L'Aube / Le Couchant (Далай Лама Рассвет / Закат) [documentaire, 72 min]
- 2011 : Patria o muerte (Родина или смерть) [documentaire, 99 min]
- 2013 : Le Gazoduc (Труба) [documentaire, 117 min]
- 2015 : V paprscích slunce
- 2016 : Les Proches (ru) (Родные) [documentaire, 113 min]

## Récompenses
- cérémonie des Nika 2014 : meilleur documentaire pour Pipeline
- cérémonie des Nika 2017 : meilleur documentaire pour Under the Sun